# 孙浩 (中国大陆男歌手)
孙浩（1969年—），中國男歌手，演員，生于西安。

## 生平
孙浩参加了在西安举办的“大中城市流行歌手大奖赛”，成為西安赛区选出的两位获胜者之一。之後赴成都参加比赛时，孙浩被中央乐团的王香珠相中，在王香珠的推荐下，孙浩於1988年考入由作曲家王酩和歌唱家金铁霖主办的中国音乐学院首届流行歌手明星班。在中国音乐学院讀書期間，孙浩在歌厅唱歌兼職時遇到歌舞片《天皇巨星》的选角导演，孙浩也成為该片男主角马自乐的扮演者。之後孙浩又参演《沧海雄风》影視作品，期間结识了张嘉益的夫人演员王海燕。
1994年参加“第六届CCTV全国青年歌手电视大奖赛”，获通俗唱法专业组第三名。1995年，其演唱的歌曲《中华民谣》获得“中央人民广播电台十大中文金曲奖”。1997年推出首张个人音乐专辑《老朋友，你好吗》。後來其和张嘉益在电视剧《悬崖》中有過合作。孙浩又參演了《一仆二主》（片尾曲《回不去的温柔》由其演唱）、《后海不是海》、《白鹿原》、《美好生活》、《装台》（片头片尾曲《不愁》、《我待生活如初恋》由其演唱）、《对你的爱很美》等電視劇。孙浩在电视剧《扫黑风暴》中飾演派出所所长胡笑伟，另外電視劇中的插曲《兄弟》由其演唱。